# Золотой курган (Керчь)
Золо́той курга́н (Алтын-Оба) — курган на западной окраине Керчи.

## Описание
Курган находится на западной окраине Керчи, севернее шоссе Керчь—Феодосия. Главная вершина Гряды Золотого кургана Митридатского гребня высотой 112,5 м над уровнем моря. Через курган проходил Тиритакский вал. Размеры кургана с востока на запад 88 м, с севера на юг — 67 м, длина периметра у основания 265 м, общая площадь около 3420 м². Предполагаемая первоначальная высота кургана была 15—16 м, встречается допущение в 20 м. Расположенная в кургане купольная гробница представляла собой монументальное сооружение, состоящее из длинного крытого дромоса, ориентированного по линии северо-запад — юго-восток, и круглой в плане погребальной камеры. Дромос, длиной около 18 м, ширина 2.22 м, имел уступчатое покрытие, начинавшееся на высоте 3.65 м до высоты 6.55 м — по шесть уступов с каждой стороны.

## История изучения
Впервые в исторических документах памятник встречается в труде Петра Палласа «Наблюдения, сделанные во время путешествия по южным наместничествам Русского государства в 1793—1794 годах» 
…отстоящий от Керчи в четырёх верстах близ почтовой дороги так называемый Алтын-обо, который принимали за гробницу Митридата…

Посетивший Керчь в 1800 году английский путешественник, профессор минералогии Кембриджского университета Эдвард Даниэль Кларк оставил довольно подробное описание и рисунок ещё не сильно разрушенного кургана. Кларк предполагал, что курган был сооружён «милетцами», и относил его к раннему периоду греческой колонизации Боспора. Он же указал на необычное строение кургана — сфероидальную форму, тогда как для большинства древних курганов характерна конусовидная. К 1800 году курган уже утратил первоначальный вид — некоторые части были разрушены, а полностью сохранилась только западная часть с циклопической облицовкой. С западной стороны Кларк заметил следы грабительских раскопок.

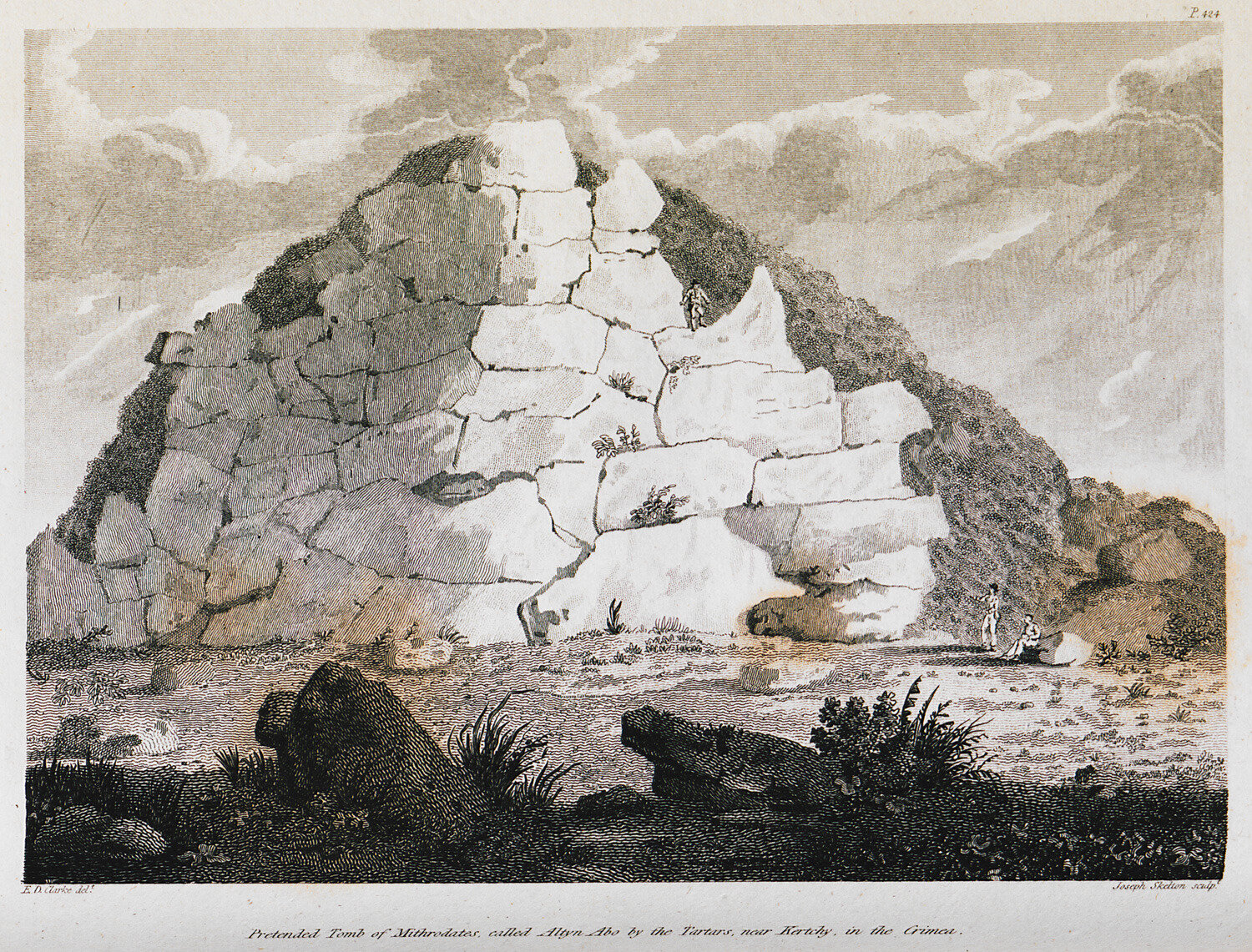
Рисунок Эдварда Кларка, 1800 г.
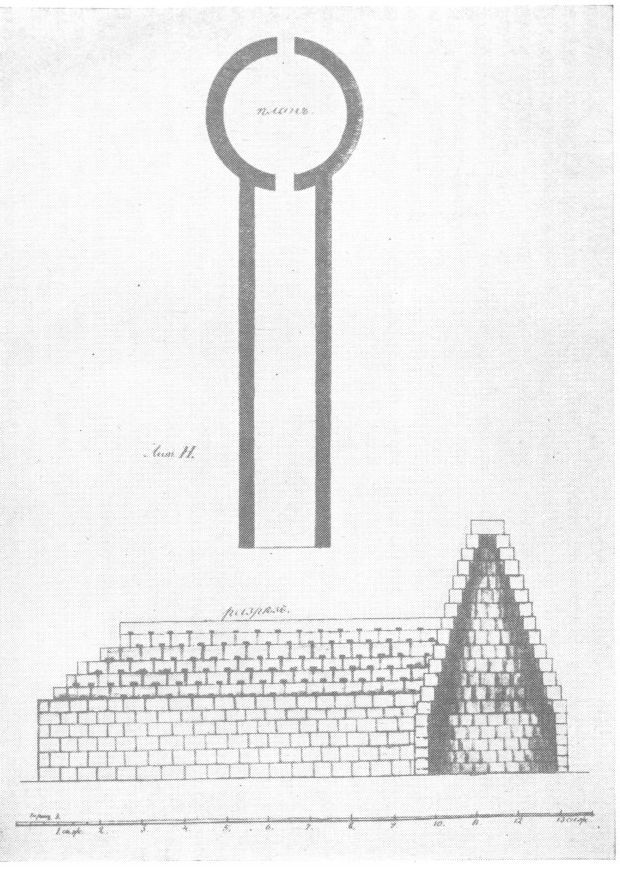
План и продольный разрез, Д. В. Карейша, 1832 г.
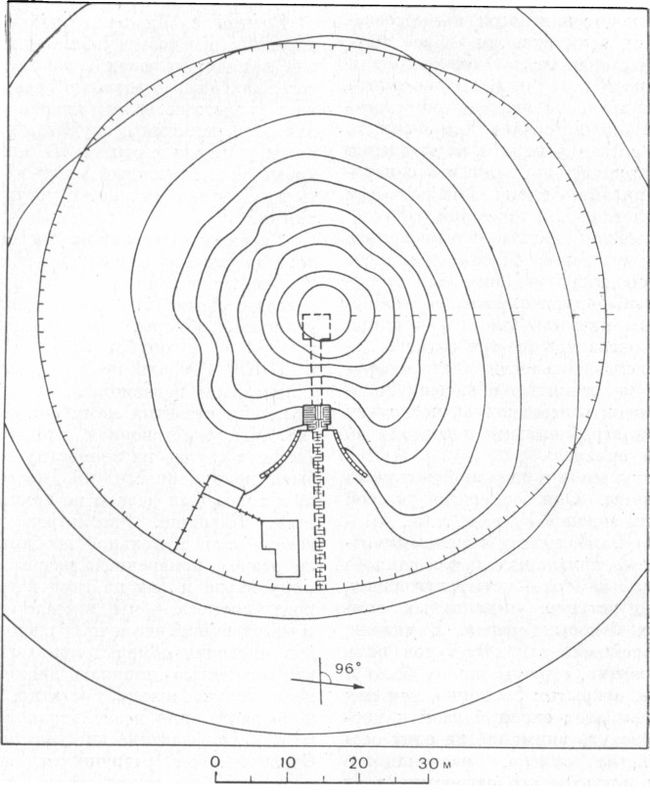
План  кургана, 1933 г.

Летом 1832 и 1834 года курган дважды посещал Фредерик Дюбуа де Монперё, сделавший ряд важных наблюдений. Обратив внимание на огромные размеры, своеобразную форму и циклопическую кладку облицовки, покрывавшей курган сверху донизу, сложенную под наклоном без связующего раствора, учёный уподобил её египетским пирамидам. Дюбуа Де Монперё отмечал величественность кургана, что обусловливалось его расположением на вершине горы, высоту которой де Монперё определил в 100 м (323 фута). В своей книге Дюбуа де Монперё передаёт несколько местных легенд, также рассказывает о попытке генерала Розенберга, бывшего тогда Херсонским военным губернатором и управляющим гражданской частью в том числе и Таврической губернии, проникнуть внутрь кургана. Заложив в вершину кургана большой заряд и взорвав его, генерал ничего не добился, только уничтожив вершину и нарушив циклопическую облицовку.
С 1832 года исследованием памятника занимался керченский археолог, правитель канцелярии Керчь-Еникальского градоначальника И. А. Стемпковского, Демьян (Дамиан) Васильевич Карейша, уже известный по раскопкам Царского кургана. Он составил подробное описание кургана
… в диаметре при основании около 40 саж., а в вышину 10 саж., форма его сходна с куполом обширнейшего здания. Первоначально он был со всех сторон обложен огромными массами твердого камня, сложенными без цемента, то есть циклопического построения, но впоследствии обкладка сия обвалена работавшими на нем, и только уцелела небольшая частица оной наподобие стены…
Карейша обнаружил с восточной стороны вход в склеп (полуразрушенный дромос) протяжённостью 15 м, за которым располагался собственно склеп — круглая зала 6,39 м в диаметре, с уступчатым сводом высотой 12,78 м. Гробница оказалась разорённой: «…всё было перерыто и перемешано, кости и куски истлевшего дерева повсюду размётаны, и даже часть камней отторгнута от свода…». При раскопках с западной стороны, в 6 саженях (12,8 м) от вершины кургана наткнулись на свод погребальной камеры, размерами 1,5 на 1,5 сажени (3 на 3 м) и более 6 м высотой, тоже оказавшейся разграбленной (с другой стороны склепа нашли древний пролом в стене). Также Карейша составил чертежи открытых склепов.

С 1820-х — 1830-х годах исследования кургана проводил Поль Дюбрюкс, оставив подробное описание всего, что увидел сам, или раскопал Карейша. Дюбрюкс обстоятельно изложил все доступные ему метрические характеристики, вплоть до размеров камней во внутренней кладке и облицовке, сообщает о легендах, распространённых пв Керчи о Золотом кургане: «Во время моего переселения в Керчь в 1811 г. в народе ходили тысячи чудных сказок об этом месте», самая распространённая, имевшая множество вариантов, рассказывала о юной деве необыкновенной красоты, в белой одежде ежегодно 24 июня выходящей из кургана и час — два ходившей около стены и множество других. Из всего увиденного и изученного Дюбрюкс сделал своеобразное заключение о предназначении гробницы: 
Очень вероятно, что это здание назначалось для отдания последних почестей умершим и для принесения очистительных жертв; потому что ни одна из гробниц, доселе открытых, не имела такой формы и двух дверей; высота этого здания почти двойная сравнительно с самыми высокими из гробниц. Можно с достоверностью предполагать, что по окончании всех церемоний тела умерших были выносимы через другие двери в пещеры, особо для этого устроенные, где и погребались
Местом погребения исследователь считал обнаруженную к востоку от кургана пещеру, а вывод о второй двери в склепе сделал, вероятно, из неправильно понятых чертежей Карейши. Директор Керченского музея древностей А. П. Ашик, с капитальном труде 1848 года «Боспорское царство» высказал только свое убеждение, что гробница бесспорно «принадлежит одному из могущественнейших царей Боспора первой династии, но кому именно — угадать мудрено». Следующий директор Керченского музея А. Е. Люценко в 1850-х годах также производил раскопки кургана, позволившие более подробно изучить структуру кургана, был открыт ещё один, также ограбленный в древности склеп, что определило характер кургана как сооружения, воздвигнутого над тремя монументальными гробницами. Считается, что открытая Люценко погребальная камера в виде купольного склепа является самым примечательным сооружением всего комплекса. Это были последние полевые исследования Золотого кургана. Оставленный без присмотра памятник растаскивался местными жителями на стройматериалы, а в 1870-х годах Керченская городская управа превратила курган в каменоломню, в результате чего памятник был уничтожен и от него уцелели только фрагменты монументальной «циклопической» облицовки. В 1933 году холм с остатками каменного панциря Золотого кургана, был отмежёван и включён в список памятников старины, подлежащих государственной охране.